# Unité urbaine d'Évreux
L'unité urbaine d'Évreux est une unité urbaine française centrée sur Évreux, préfecture de l'Eure.

## Données globales
En 2010, selon l'INSEE, l'unité urbaine d'Évreux était composée de 4 communes, toutes situées dans le département de l'Eure, plus précisément dans l'arrondissement d'Évreux.
Dans le nouveau zonage de 2020, le périmètre est identique.
En 2022, avec 59 510 habitants , elle constitue la première unité urbaine de l'Eure, avant les unités urbaines de Louviers (2e rang départemental) et de Vernon (3e rang départemental).
Dans la région de Normandie, où elle se situe, elle occupe le 5e rang régional après l'agglomération de Cherbourg-en-Cotentin (4e rang régional) et avant celle de Louviers (6e rang régional).
En 2021, sa densité de population s'élève à 996 hab/km2, ce qui en fait une des unités urbaines les plus densément peuplées de la région de Normandie.
Les quatre communes qui composent son unité urbaine font partie d'Évreux Portes de Normandie qui rassemble 74 communes et 112 285 habitants en 2022.

## Composition de l'unité urbaine de 2020
Elle est composée des quatre communes suivantes :
| Nom                        | Code Insee | Département | Statut       | Superficie (km2) | Population (dernière pop. légale) | Densité (hab./km2) | Modifier                                    |
| -------------------------- | ---------- | ----------- | ------------ | ---------------- | --------------------------------- | ------------------ | ------------------------------------------- |
| Évreux (ville-centre)      | 27229      | Eure        | ville-centre | 26,46            | 48 335 (2022)                     | 1 827              | modifier les données · modifier les données |
| Arnières-sur-Iton          | 27020      | Eure        | banlieue     | 12,19            | 1 651 (2022)                      | 135                | modifier les données · modifier les données |
| Gravigny                   | 27299      | Eure        | banlieue     | 9,98             | 4 016 (2022)                      | 402                | modifier les données · modifier les données |
| Saint-Sébastien-de-Morsent | 27602      | Eure        | banlieue     | 10,02            | 5 508 (2022)                      | 550                | modifier les données · modifier les données |

### Démographie
| 1968   | 1975   | 1982   | 1990   | 1999   | 2009   | 2014   | 2020   |
| ------ | ------ | ------ | ------ | ------ | ------ | ------ | ------ |
| 47 371 | 54 688 | 54 654 | 57 968 | 60 108 | 61 610 | 60 221 | 58 113 |